# ワルツを踊れ Tanz Walzer
『ワルツを踊れ Tanz Walzer』（ワルツをおどれ タンツ・ワルツァー）は、くるりの7枚目のオリジナルアルバム。

## 概要
先行シングル曲として「JUBILEE」がリリースされている。初回限定盤のみ、14トラック目の「ブルー・ラヴァー・ブルー」が追加される。
クラシック音楽からの影響を前面に押し出したアルバムである。本作のレコーディングは、日本のロックバンドとしては初めて音楽の都、オーストリアのウィーンを中心とした地域で行なわれた（トラックダウンはパリ）。
iTunes Music Storeではダウンロード予約注文受付が行なわれ、限定予約特典にはさらに「ベーコン&エッグ BACON AND EGG」（未発表曲）がボーナストラックとして提供された。予約開始初日にはiTMS総合アルバムチャートで1位を獲得、さらに発売直前には数日間にわたってMySpaceで全曲フルレングス視聴が行なわれるなど、プロモーションが行なわれた。後に「僕の住んでいた街」に初回版のみボーナストラックとして収録された。最終12万枚近くを売り上げたが、それでもメンバーの感想としては期待していたよりも売れなかった、との事。
本作はすべて海外レコーディング楽曲を収録したため、2006年11月に発売されたコンピレーション・アルバム（くるりがプロデュース&選曲）『みやこ音楽／V.A.』に収録された完全新曲の「五月の海」は収録漏れとなった。
また本作は、くるりが主催する同年9月23日開催予定の「京都音楽博覧会 IN 梅小路公園」直前アルバムということもあり、初回盤特典に同音楽祭のチケット特別先行予約権が提供された（iTMSでの予約注文特典は同音楽祭プラチナチケットの入手抽選券）。
アルバムタイトルと連動して、曲名もサブタイトルが付いているが、本作以外では通常サブタイトルは省略されており、「JUBILEE」も「ジュビリー」となっている。

## 収録曲

### 初回限定盤
| #         | タイトル                                                                | 作詞      | 作曲      | 時間  |
| --------- | ----------------------------------------------------------------------- | --------- | --------- | ----- |
| 1.        | 「ハイリゲンシュタッド HEILIGENSTADT」                                  |           | 佐藤征史  | 1:30  |
| 2.        | 「ブレーメン BREMEN」                                                   | 岸田繁    | 岸田繁    | 4:28  |
| 3.        | 「ジュビリー JUBILEE」                                                  | 岸田繁    | 岸田繁    | 4:51  |
| 4.        | 「ミリオン・バブルズ・イン・マイ・マインド MILLION BUBBLES IN MY MIND」 | 岸田繁    | くるり    | 3:24  |
| 5.        | 「アナーキー・イン・ザ・ムジーク ANARCHY IN THE MUSIK」                 | 岸田繁    | 岸田繁    | 5:15  |
| 6.        | 「レンヴェーグ・ワルツ RENNWEG WALTZ」                                  | 岸田繁    | 岸田繁    | 3:04  |
| 7.        | 「恋人の時計 CLOCK」                                                    | 岸田繁    | 岸田繁    | 5:55  |
| 8.        | 「ハム食べたい SCHINKEN」                                               | 岸田繁    | 岸田繁    | 4:23  |
| 9.        | 「スラヴ SLAV」                                                         | 岸田繁    | 岸田繁    | 4:53  |
| 10.       | 「コンチネンタル CONTINENTAL」                                          | 岸田繁    | 岸田繁    | 3:09  |
| 11.       | 「スロウダンス SLOWDANCE」                                              | 岸田繁    | 岸田繁    | 3:06  |
| 12.       | 「ハヴェルカ CAFÉ HAWELKA」                                             | 岸田繁    | 岸田繁    | 3:03  |
| 13.       | 「言葉はさんかく こころは四角 TRIANGLE」                                | 岸田繁    | 岸田繁    | 3:48  |
| 14.       | 「ブルー・ラヴァー・ブルー BLUE LOVER BLUE」(初回限定盤のみ)            | 岸田繁    | 岸田繁    | 4:11  |
| 合計時間: | 合計時間:                                                               | 合計時間: | 合計時間: | 55:00 |

### 通常盤
| #         | タイトル                                                                | 作詞      | 作曲      | 時間  |
| --------- | ----------------------------------------------------------------------- | --------- | --------- | ----- |
| 1.        | 「ハイリゲンシュタッド HEILIGENSTADT」                                  |           | 佐藤征史  | 1:32  |
| 2.        | 「ブレーメン BREMEN」                                                   | 岸田繁    | 岸田繁    | 4:29  |
| 3.        | 「ジュビリー JUBILEE」                                                  | 岸田繁    | 岸田繁    | 4:53  |
| 4.        | 「ミリオン・バブルズ・イン・マイ・マインド MILLION BUBBLES IN MY MIND」 | 岸田繁    | くるり    | 3:26  |
| 5.        | 「アナーキー・イン・ザ・ムジーク ANARCHY IN THE MUSIK」                 | 岸田繁    | 岸田繁    | 3:26  |
| 6.        | 「レンヴェーグ・ワルツ RENNWEG WALTZ」                                  | 岸田繁    | 岸田繁    | 3:06  |
| 7.        | 「恋人の時計 CLOCK」                                                    | 岸田繁    | 岸田繁    | 5:57  |
| 8.        | 「ハム食べたい SCHINKEN」                                               | 岸田繁    | 岸田繁    | 4:25  |
| 9.        | 「スラヴ SLAV」                                                         | 岸田繁    | 岸田繁    | 4:55  |
| 10.       | 「コンチネンタル CONTINENTAL」                                          | 岸田繁    | 岸田繁    | 3:11  |
| 11.       | 「スロウダンス SLOWDANCE」                                              | 岸田繁    | 岸田繁    | 3:08  |
| 12.       | 「ハヴェルカ CAFÉ HAWELKA」                                             | 岸田繁    | 岸田繁    | 3:05  |
| 13.       | 「言葉はさんかく こころは四角 TRIANGLE」                                | 岸田繁    | 岸田繁    | 3:39  |
| 合計時間: | 合計時間:                                                               | 合計時間: | 合計時間: | 49:12 |

### 曲解説
1. ハイリゲンシュタッド　HEILIGENSTADT
  - アルバム曲のストリングスのフレーズを繋ぎ合わせて作られた曲。ハイリゲンシュタットはウィーン近郊の地名。ベートーベンゆかりの地であり、耳が聞こえなくなった際に滞在していた場所で有名。
2. ブレーメン BREMEN
  - シングルカットする案もあったらしい[要出典]。2008年、TOKYO FMのラジオ企画にて、浜松の高校の卒業生を送る会で吹奏楽部と共に演奏された。その後もよくライブで演奏されている。後に、ベスト盤『ベスト オブ くるり -TOWER OF MUSIC LOVER 2-』に収録された。
3. ジュビリー JUBILEE
  - 18thシングル。シングルの「Jubilee gemischt von Dietz」と同じものを収録。大鵬薬品「チオビタ・ドリンク」CMソング。
4. ミリオン・バブルズ・イン・マイ・マインド MILLION BUBBLES IN MY MIND （作詞:岸田繁 作曲:くるり）
5. アナーキー・イン・ザ・ムジーク ANARCHY IN THE MUSIK
  - 元々は歌詞が全く違ったらしい[要出典]。
6. レンヴェーグ・ワルツ RENNWEG WALTZ
7. 恋人の時計 CLOCK
  - このアルバム収録曲の中で最長。後に、ベスト盤『ベスト オブ くるり -TOWER OF MUSIC LOVER 2-』に収録された。
8. ハム食べたい SCHINKEN
9. スラヴ SLAV
  - 岸田曰く、｢作詞に苦労した曲｣。
10. コンチネンタル CONTINENTAL
11. スロウダンス SLOWDANCE
12. ハヴェルカ CAFÉ HAWELKA
  - 曲中で前作『NIKKI』収録の「(It's Only) R'n R Workshop!」から拝借したと思われるフレーズが流れる。
13. 言葉はさんかく こころは四角 TRIANGLE
  - 19thシングル。映画『天然コケッコー』主題歌。このアルバム発売後にシングルカット。シングルバージョンとはメロディが多少異なるので、厳密にはアルバムバージョンである。
14. ブルー・ラヴァー・ブルー BLUE LOVER BLUE（初回限定盤のみ）

## 演奏
- 岸田繁
  - Vocal, Guitars (#2-13)
  - Piano, Synthesizer (#6.11.13)
  - Rhythm Track (#7)
  - Banjo, Bouzouki, Harp (#9)
  - Unison Chorus (#9.12)
  - Strings Arrangement (#1.3.7.9)
  - Horn Arrangement (#1.2.12)
- 佐藤征史
  - Bass (#2-13)
  - Unison Chorus (#9)
  - Post Production (#1)
  - Clock Sound Edit (#7)
  - Clap, Snap (#13)
- 菊地悠也
  - Drums (#2-6.8-13)
  - Percussion (#4.10.11.13.14)
  - Unison Chorus (#9)
  - Clap, Snap (#13)
- Flip Philipp
  - Piano (#2.3)
  - Strings Arrangement (#1.3.5.7.9)
  - Horn Arrangement (#1.2.12)
- Pamelia Kurstin：Theremin (#3.10.11)
- Patrick Pulsinger
  - Synthesizer (#5.14)
  - Clap, Snap (#13)
- Ogura & Kobayashi inc.：Synthesizer (#10.12)
- Erwin Bader：Organ (#12.14)
- Nicolas Geremus：Violin & Concertmaster (#1.3.5.7.9)
- Sergej Bolothy, Irene Buchmann, Vincendo Dellacorte, Gordana Jovanovic, Gisela Kulmer：Violin (#1.3.5.7.9)
- Margret Ceku, Bettina Horvath, Elena Kodin, Eva Semeleder：Violin (#1.5.7)
- Michal Duris, Sabine Fellner, Sebastian Fuhrlinger, Paula Hoechtl：Violin (#3)
- Michael Buchmann, Gejza Jurth, Florian Krisper：Viola (#1.3.5.7.9)
- Bernhard Aichner：Cello (#1.3.5.7.9)
- Andrea Obritzhauser：Cello (#1.5.7.9)
- Bertin Christelbauer：Cello (#3)
- Cornelia Pesendorfer：Oboe, English Horn (#1.2)
- Friedrich Gindelhumer：Tuba (#12)
- Alexander Wladigeroff, Andrej Prozarov：Trumpet, Horn Arrangement (#12)
- Taro Takahashi (A&R Director)
  - Unison Chorus (#9.12)
  - Clap, Snap (#13)
- Nao Sekine, Koji Morita (Production Assistants)：Unison Chorus (#9.12)
- Gotz "GG" Gottschalk, Stephane "Alf" Briat：Clap, Snap (#13)